# روزماري جوشوا
روزماري جوشوا (بالإنجليزية: Rosemary Joshua)‏ هي مغنية ومغنية أوبرا بريطانية، ولدت في 16 أكتوبر 1964 في كارديف في المملكة المتحدة.

## وصلات خارجية
- روزماري جوشوا على موقع ميوزك برينز (الإنجليزية)
- روزماري جوشوا على موقع أول ميوزيك (الإنجليزية)
- روزماري جوشوا على موقع ديسكوغز (الإنجليزية)